# Synanceia
Synanceia és el gènere de peixos tropicals de la família Synanceiidae que posseeixen un verí neurotòxic. Synanceia horrida, Synanceia nana, i el Synanceia verrucosa són alguns exemples, aquest últim utilitzat en l'elaboració de sushi.

## Taxonomia
- Synanceia alula Eschmeyer & Rama-Rao, 1973
- Synanceia horrida  	(Linnaeus, 1766)
- Synanceia nana  	Eschmeyer & Rama-Rao, 1973
- Synanceia platyrhyncha Bleeker, 1874
- Synanceia verrucosa Bloch i Schneider, 1801